# Phare de Sabine Pass
Le phare de Sabine Pass (en anglais : Sabine Pass Light), était un phare de style Greek Revival situé à l'ouest de l'embouchure du fleuve Sabine dans la Paroisse de Cameron en Louisiane.
Il a été allumé pour la première fois en 1857 et a été désactivé par l'United States Coast Guard en 1952. C'est l’un des trois seuls bâtiments construits aux États-Unis de conception similaire. Il est maintenant abandonné mais continue depuis longtemps à faire l’objet d’efforts de préservation. Il est inscrit au Registre national des lieux historiques depuis le 17 décembre 1981 sous le n° 81000290.

## Histoire
Le 3 mars 1849, le Congrès des États-Unis alloue 7.500 dollars à la construction d'un phare à Sabine Pass. La construction a débuté en 1855 et a pris deux ans. La tour était construite en brique et reposait sur un socle en béton et en coquillages. L’emplacement marécageux a conduit à un système inhabituel de contreforts rayonnant à la base de la tour afin de la stabiliser. La tour, peinte en blanc, était équipée d’une lentille de Fresnel de troisième ordre et s’alluma pour la première fois en 1857.
La balise a été éteinte pendant la guerre de Sécession en 1861 pour gêner la navigation des navires de l'Union, mais a été remise en service le 23 décembre 1865 après la capitulation des confédérés. La tour a été utilisée comme poste d'observation par les soldats de la Confédération et de l'Union, ce qui a provoqué une escarmouche au phare le 16 avril 1863 et plusieurs hommes ont été tués. C'était cinq mois avant la Seconde bataille de Sabine Pass, qui se déroula à proximité.
La maison du gardien d'origine a été détruite par un ouragan en 1886 et le gardien et son épouse ont survécu en se tenant dans la tour. Un nouveau logement et des bâtiments annexes ont été construits l'année suivante. Un autre ouragan en 1915 secoua la tour si violemment que l'horloge du phare s'arrêta et le gardien dut faire pivoter à la main le mécanisme pour que la lumière reste active.
Au début du XXe siècle, des embarcadères ont été construits à proximité du feu et, en 1921, ils se sont étendus jusque dans le Golfe, nécessitant leurs propres balises de navigation. Cela a rendu le vieux phare de plus en plus obsolète, même s'il continuait à être habitée'. En 1928, une balise radio est installée et l'année suivante, la balise est convertie à l'électricité. Une marque de jour composée de deux bandes noires a été peinte sur la tour en 1932, à la suite d'une suggestion d'un capitaine de pétrolier de la Texaco, qui a observé que la structure blanche était souvent difficile à distinguer dans le brouillard. Le phare a finalement été désactivé en 1952 car son éloignement le rendait vulnérable et  souffrait de vandalisme et d'incendies qui détruisirent la demeure et les dépendances du gardien.
Après des années passées entre diverses agences fédérales et d’États, la structure survivante a été vendue aux enchères en 1985 à un couple d’hommes d’affaires qui envisageaient de construire une marina ou un restaurant avec la tour. Ces plans n’ont jamais été réalisés et, en 2001, ils en ont fait don à la Cameron Preservation Alliance, qui a construit une route menant à la tour abandonnée et envisage de réaliser un projet de musée historique.
Identifiant : ARLHS : USA-714 .

### Lien connexe
- Liste des phares de la Louisiane